# Машкин, Николай Александрович
Никола́й Алекса́ндрович Ма́шкин (28 января (9 февраля) 1900, село Соколки, ныне Татарстан — 15 сентября 1950, Москва) — советский историк античности, специалист по истории Древнего Рима. Доктор исторических наук (1942), профессор, заведующий кафедрой истории древнего мира МГУ (с 1943 года). С 1948 года заведующий сектором древней истории Института истории АН СССР.
Основной труд — «Принципат Августа. Происхождение и социальная сущность» (1949; Государственная премия СССР 1951).
Автор учебника «История Древнего Рима» (1947).

## Биография
Родился в семье учителя. Окончил реальное училище в Бугульме (1918), затем учился на историко-филологическом факультете Самарского университета. Окончил факультет общественных наук МГУ в 1921 году. Преподавал русский язык в КУТВ и Коммунистическом университете им. Свердлова. В 1924—1929 годах — аспирант Института истории РАНИОН.
С 1934 года преподавал на историческом факультете МГУ, с 1941 года заведовал кафедрой древней истории Московского института истории, философии и литературы, с 1943 года — МГУ. Кандидат исторических наук (1938), доктор исторических наук (1942, диссертация «Принципат Августа. Происхождение и социальная сущность»). С 1948 года также заведующий сектором древней истории Института истории АН СССР. Исполнял обязанности главного редактора «Вестника древней истории», читал лекции в ВПШ при ЦК ВКП(б), был членом исторической секции ВАК СССР.

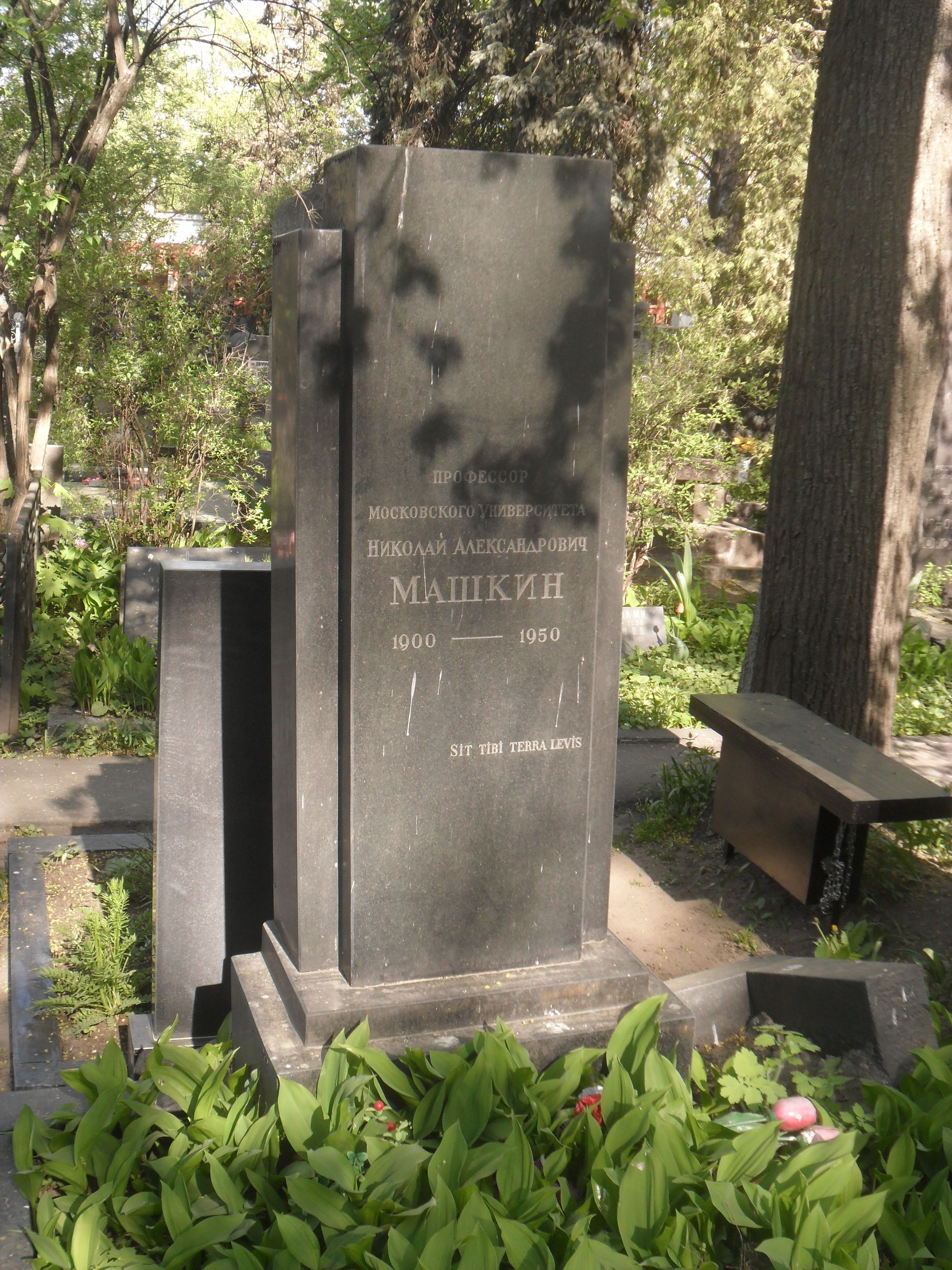
Могила Машкина на Новодевичьем кладбище Москвы

Исследовал проблемы перехода от Республики к Империи, а также взаимоотношения провинций с Римом, культуру Рима и Римской Африки. Ряд работ посвящён историографии. Хрестоматийным в советском антиковедении стал его труд «Принципат Августа» (М.-Л., 1949), вышедший незадолго до смерти автора; был переведен на венгерский, итальянский, немецкий, румынский языки. В этой работе Н. А. Машкин исследовал принципат как форму государственности, его генезис, идеологию и социальную сущность. За «Принципат Августа» в 1951 году Н. А. Машкин стал лауреатом Сталинской премии второй степени (посмертно).
Сын — историк М. Н. Машкин (1926—2014).

## Основные работы
- Машкин Н. А. Агонистики или циркумцеллионы в кодексе Феодосия // Вестник древней истории. — 1938. — № 1.
- Машкин Н. А. Эсхатология и мессианизм в последний период Римской республики // Известия АН СССР. Отделение истории и философии, III. — 1946. — № 5.
- Машкин Н. А. Римские политические партии в конце II — начале I в. до н. э. // Вестник древней истории. — 1946. — № 3.
- Машкин Н. А. История Древнего Рима. — М.: Политиздат, 1947 (переизд. 1948—1956, 2006).
- Машкин Н. А. История Римской империи. Спец. курс. Методическое пособие для студентов заочников пед. институтов. — М., 1949.
- Машкин Н. А. Принципат Августа. Происхождение и социальная сущность. — М., Л., 1949.
- Машкин Н. А. К вопросу о революционном движении рабов и колонов в римской Африке // Вестник древней истории. — 1949. — № 4.

## Цитаты
- «В области древней истории это [космополитизм] сказалось в учении или, вернее, в различных рассуждениях о так называемой единой мировой науке, центр которой находится в капиталистических странах. В связи с этим вопрос ставился так: задача наша заключается не в том, чтобы разрабатывать свою науку по истории Древнего мира, а в том, чтобы учиться у буржуазных ученых и лишь вносить в эту мировую науку дополнения. Этот принцип, конечно, далеко не советский» (24 марта 1949 г. на заседании Ученого совета Института истории АН СССР в Москве, посвященном вопросам борьбы с буржуазным космополитизмом в исторической науке)[10].